# Gurye
Gurye (Gurye-gun, âm Hán Việt: Cầu Lễ quận) là một huyện của tỉnh Jeolla Nam, Hàn Quốc. Huyện này có diện tích 443,02 km², dân số năm 2001 là 30.000 người.

## Thành phố kết nghĩa
- Trì Châu, Trung Quốc
- Unzen, Nagasaki
- Geoje, Hàn Quốc từ 10/12/1998 [1]
- Suyeong-gu, Busan, Hàn Quốc từ 9/2/1999.[2]
- Guro, Seoul, Hàn Quốc